# Batalla de Rávena (729)
La Batalla de Rávena tuvo lugar en 729, enfrentando al Exarcado de Rávena, parte del Imperio bizantino entre las tropas del romano y una fuerza heterogénea de italianos. Esta fue la respuesta que se dio a la prohibición del emperador León III  a la veneración de iconos santos, con la que el Papa Gregorio II estaba en contra. Tras una encarnizada batalla, el ejército romano oriental fue vencido y miles de bizantinos murieron.